# Leipzigs voetbalkampioenschap 1944/45
In 1944/45 werd het twaalfde Leipzigs voetbalkampioenschap gespeeld. Door het nakende einde in de Tweede Wereldoorlog werd er niet meer overal in Duitsland gevoetbald. In Saksen werd de Gauliga opgesplitst in vier competities waar enkel de groep Leipzig de competitie min of meer voltooide. Beide groepswinnaars bekampten elkaar en VfB Leipzig kroonde zich tot kampioen. Het zou het voor lange tijd laatste wapenfeit worden voor de drievoudige landskampioen. 
Na dit seizoen werden alle Duitse clubs ontbonden. Grote clubs als Wacker, Viktoria en TuB zouden voor altijd verdwijnen. VfB en TuRa vonden opvolgers in 1. FC Lokomotive Leipzig en BSG Chemie Leipzig. 

## Bezirksklasse

### Groep 1
| Plaats | Club                        | Wed. | Saldo | Ptn. |
| ------ | --------------------------- | ---- | ----- | ---- |
| 1.     | VfB Leipzig                 | 9    | 45:8  | 14:4 |
| 2.     | TuB Leipzig                 | 7    | 17:20 | 7:7  |
| 3.     | KSG TuRa/SpVgg Leipzig      | 8    | 19:21 | 7:9  |
| 4.     | SV 04 Groitzsch             | 7    | 24:24 | 6:8  |
| 5.     | SV Viktoria 03 Leipzig      | 7    | 25:47 | 6:8  |
| 6.     | KSG VfB Zwenkau/LSV Leipzig | 8    | 19:29 | 6:10 |

|  | Geplaatst voor finale |

### Groep 2
| Plaats | Club                              | Wed.           | Saldo          | Ptn.           |
| ------ | --------------------------------- | -------------- | -------------- | -------------- |
| 1.     | KSG ATV/Sportfreunde Markranstädt | 9              | 14:8           | 8:2            |
| 2.     | SV Fortuna 02 Leipzig             | 7              | 12:24          | 6:6            |
| 3.     | KSG SVgg/Arminia Leipzig          | 8              | 12:15          | 6:6            |
| 4.     | SC Wacker 1895 Leipzig            | 7              | 15:16          | 4:8            |
| 5.     | MSV Borna                         | Teruggetrokken | Teruggetrokken | Teruggetrokken |
| 6.     | Sportfreunde Neukieritzsch        | Teruggetrokken | Teruggetrokken | Teruggetrokken |

### Finale
| Team 1                        | Uitslag  | Team 2      |
| ----------------------------- | -------- | ----------- |
| ATV/Sportfreunde Markranstädt | 3:3, 2:3 | VfB Leipzig |